# Ronald Sydney Nyholm
Sir Ronald Sydney Nyholm (Broken Hill, 29 gennaio 1917 – Cambridge, 4 dicembre 1971) è stato un chimico australiano, noto per le sue ricerche nella chimica di coordinazione e per aver sviluppato la teoria VSEPR assieme a Ronald Gillespie.

## Vita
Sir Ronald Sydney Nyholm nacque il 29 gennaio 1917 a Broken Hill nel Nuovo Galles del Sud (Australia), quarto di sei figli. Broken Hill è una città mineraria dove le strade hanno i nomi di minerali e specie chimiche; era il posto giusto per i natali di un chimico inorganico. Suo padre, Eric Nyholm Edward (1878-1932) era una guardia ferroviaria che lavorava per la Silverton Tramway, una linea ferroviaria che correva da Broken Hill fino al confine tra il Nuovo Galles del Sud e l'Australia Meridionale. Il nonno paterno, Erik Nyholm (1850-1887) era un calderaio nato a Nykarleby, in Finlandia, migrato ad Adelaide nel 1873. Ronald Nyholm teneva alle sue radici finlandesi e ne fu particolarmente orgoglioso in occasione della sua elezione nel 1959 a Membro Corrispondente della Società Chimica Finlandese.
Nel suo percorso educativo frequentò la scuola elementare Burk Ward, la High School di Broken Hill, l'Università di Sydney (Bachelor of Science nel 1938, Master of Science nel 1942) e l'University College di Londra (Doctor of Philosophy nel 1950 con la supervisione di Sir Christopher Ingold, Doctor of Science nel 1953). Nyholm sposò Maureen Richardson di Epping, un sobborgo di Sydney, il 6 agosto 1948 nella chiesa parrocchiale di St Mary Abbotts a Kensington, Londra.
Fu assistente e poi professore associato di Chimica presso il Sydney Technical College dal 1940 al 1951, anche se in aspettativa a Londra dal 1947. Dal 1952 al 1954 fu professore associato di Chimica Inorganica presso l'Università della Tecnologia del Nuovo Galles del Sud. Nel 1954 fu eletto presidente della Royal Society del Nuovo Galles del Sud. Nel 1955, Nyholm ritornò in Inghilterra come Professore di Chimica all'University College di Londra, dove rimase fino alla sua morte avvenuta all'età di 54 anni il 4 dicembre 1971 in un incidente d'auto alla periferia di Cambridge, in Inghilterra.

## Ricerche
Le ricerche di Nyholm si svolsero nel campo della chimica inorganica. Furono rivolte soprattutto alla preparazione di composti di metalli di transizione, in particolare quelli che coinvolgono leganti organo-arsenicali. Il suo interesse per la chimica organica dell'arsenico fu incoraggiata da George Joseph Burrows (1888-1950) all'Università di Sydney. Utilizzando il forte legante chelante 1,2-Bis(dimetilarsino)benzene (diars), Nyholm dimostrò che numerosi metalli di transizione potevano mostrare vari di stati di ossidazione e numeri di coordinazione differenti. Nyholm osservò che l'allocuzione stato di valenza inusuale aveva un significato storico, ma non chimico. La definizione di stato di ossidazione comune si riferisce a stati di ossidazione che sono stabili in un ambiente costituito da quelle specie chimiche che erano usuali in classici composti inorganici, come ad esempio ossidi, acqua e altri semplici donatori all'ossigeno, alogeni, escludendo fluoro e zolfo. Oggi, tuttavia, queste specie costituiscono solo una minoranza del gran numero di atomi donatori e leganti che possono essere attaccati ad un metallo.
Uno dei primi successi Nyholm fu la preparazione di un complesso ottaedrico di Ni(III), di formula [Ni(diars)2Cl2]Cl, per ossidazione all'aria del sale rosso di Ni(II) [Ni(diars)2Cl2]. Egli descrisse anche complessi stabili di Ni(IV) come il [Ni(diars)2Cl2][ClO4]2, di colore blu scuro, ottenuto per ossidazione del complesso trivalente con acido nitrico. Questa stabilizzazione degli stati di ossidazione più elevati è maggiore nel reazione di Nyholm-Rail, dove l'arsina diterziaria diars subisce una reazione di condensazione formando l'arsina triterziaria triars. Nyholm sintetizzò vari esempi di complessi ottaedrici divalenti di formula generica M(diars)2X2, dove X è Cl, Br o I, e M è ...
| Cr | Mn | Fe | Co | Ni |
| Mo | Tc | Ru |    | Pd |
| W  | Re | Os |    | Pt |

Molti di questi complessi divalenti sono sensibili all'ossidazione dell'aria, e quello di cromo in modo particolare. In effetti numerosi tentativi di sintetizzare Cr(diars)2X2 andarono falliti. I composti di cromo furono alla fine preparati dal suo collaboratore Dr. Anthony Rail solo un mese prima della morte di Nyholm, utilizzando un ambiente di reazione rigorosamente anidro e deossigenato.
Insieme con il professor Ronald Gillespie, Nyholm sviluppò la teoria VSEPR, che ha sottolineato la visione classica del legame, adattandola per includere le caratteristiche della teoria quantistica, ma concentrandosi sulla distribuzione delle nuvole elettroniche attorno agli atomi.
Nel 2009 a Broken Hill è stato scoperto un nuovo minerale, la cui struttura è stata chiarita da Elliot e altri. Il minerale è stato chiamato Nyholmite in onore di Nyholm, a riconoscimento delle sue radici a Broken Hill, e del suo amore per la chimica inorganica. È senza dubbio molto appropriato che si tratti di un minerale contenente arsenico, un elemento che Nyholm ha ampiamente studiato nella sua carriera di ricercatore. Si tratta di un arseniato di cadmio e zinco, isostrutturale con i minerali del gruppo della hureaulite. Il minerale si trova in una matrice di quarzo-granato-arsenopirite come globuli bianchi, o aggregati di ciuffi di cristalli fibrosi, o semisfere irradianti cristalli lamellari sottili e incolori.

## Premi e onorificenze
Ronald Nyholm ricevette numerosi premi e riconoscimenti, tra i quali:
- 1952.	Medaglia Corday-Morgan e Premio della Royal Society of Chemistry.
- 1955.	Medaglia H G Smith del Royal Australian Chemical Institute.
- 1959.	Membro eletto della Royal Society.
- 1959.	Medaglia Reale della Royal Society of New South Wales.
- 1959.	Eletto Membro Corrispondente della Finnish Chemical Society.
- 1960. Tilden Prize[7] dalla  Chemical Society (oggi RSC).
- 1967.	Nominato Knight Bachelor per meriti scientifici.
- 1968.	Medaglia d'oro della Società chimica italiana.
- 1968.	Laurea honoris causa, University of East Anglia.
- 1968.	Laurea honoris causa, City University, London.
- 1969.	Medaglia Sigillum Magnum, Università di Bologna.
- 1969.	Laurea honoris causa, University of New South Wales.
- 1971.	Eletto Membro onorario della Accademia Peloritana (Sicilia).

Nel 1973 la Chemical Society ha istituito il Premio Nyholm per la Chimica Inorganica e il Premio Nyholm per l'Istruzione. Questi premi sono attualmente assegnati con cadenza biennale dalla Royal Society of Chemistry.